# Jigsaw
Jigsaw, även kallad Jigsaw Killer, är en karaktär i Saw-serien. Hans riktiga namn är John Kramer. Jigsaw gjorde sin filmdebut som huvudantagonisten i seriens första film, Saw, och sedan i II, III, IV, V, VI, Saw 3D och Jigsaw. Han spelas av den amerikanska skådespelaren Tobin Bell.
Jigsaw introduceras i första filmen, där hans namn visar sig vara John Kramer. Han var en civilingenjör som var döende, på grund av en metastas i frontalloben, som följd av koloncancer. Efter ett misslyckat självmordsförsök upplevde John en ny respekt för sitt liv och började testa andra, genom att sätta dem i dödliga fällor för att lära dem att uppskatta sina liv. Testen var en symbol för personen i frågas brister i livet. Namnet Jigsaw fick han från media, eftersom han skar bort en pusselbitliknande bit kött från de som misslyckades med sina test och dog, vilket visade prov på brist på överlevnadsinstinkt.

## I filmer

### Saw
Jigsaw introducerades i filmen Saw från 2004. Jigsaw beskrivs som en mystisk person som kidnappar folk som han tycker slösar bort sina liv och försöker "rädda dem". Han gör det med hjälp av olika inhumana tester, bestående av mekaniska fällor byggda att döda offren om de inte klarar testet inom en viss tidsgräns. Till skillnad från andra mördare, är Jigsaw egentligen inte ute efter att mörda sina offer. Avsikten med hans fällor är att se om offren har viljan att överleva, och utstå tillräckligt mycket smärta för att börja uppskatta sitt liv och besegra sina egna demoner. Allt eftersom antalet offer utökades, gav media honom namnet Jigsaw, på grund av de pusselbitsliknande bitarna han skär ut ur de misslyckades kroppar. Orsaken till det förklaras i Saw II, då han berättar att de som misslyckats saknade en viktig bit i det mänskliga pusslet; överlevadsinstinkten. Under första filmen är hans identitet okänd, den före detta polisen David Tapp misstänker att han kan vara Dr. Gordon, och mot slutet av filmen tror Dr. Gordon och ett annat offer, Adam, att det är sjukhusbiträdet Zep Hindle som ligger bakom allt. Det är inte förrän i slutet som det avslöjas att Jigsaw är en av Dr. Gordons patienter; den cancersjuka John Kramer, som under hela testat spelat ett lik mitt i rummet där testet ägt rum.

### Saw II
Mycket av karaktärens bakgrund avslöjades i Saw II, bland annat att han hade blivit sjuk och besökt sjukhuset för en undersökning. Väl där konstateras det av dr Gordon, att han var döende, på grund av koloncancer med en inoperabel hjärntumör. Vid denna tidpunkt började han upptäcka hur många som tog sina liv för givet. Han körde sin bil ut från en klippa, men överlevde självmordsförsöket, och började efter det sitt "verk" för att rädda människor från sig själva. Trots att han aldrig kallade sig själv det, kom han att bli han kallad Jigsaw. Med tanke på omständigheterna och baktanken med fällorna, såg han inte sig själv som en mördare. Detta eftersom han, istället för att bara mörda sina offer, satte dem i situationer han kallade "fällor" eller "test", för att testa deras levnadsinstinkt.
I Saw II lämnar Jigsaw en ledtråd vid en av sina fällor, vilket leder till att polisen kan anhålla honom. Väl där, får polisdetektiven Eric Matthews genomgå ett test, genom att Jigsaw visar honom hans son, Daniel, tillfångatagen i ett hus fyllt med saringas, tillsammans med ett antal personer som Eric tidigare satt dit. Jigsaw låter hans son överleva om Eric bara sitter och pratar med honom, men det slutar med att Eric misshandlar honom och tvingar honom att ta honom till huset. När de kommit fram räddas Jigsaw av Amanda Young, ett tidigare offer som sedan blivit hans lärling.

### Saw III
I Saw III, är Jigsaw döende och väldigt oroad över att Amanda Youngs misslyckande att ge offrena en ärlig chans. I sin desperation ger han Amanda ett slutgiltigt test, för att se om hon är kapabel att fortsätta hans verk. Jigsaw hålls under tiden levande av Dr. Lynn Denlon, ett offer vars uppgift är att hålla honom vid liv. Amanda skjuter dock Lynn, och misslyckas med sitt test. Hon blir efter det skjuten i halsen av Lynns hämndlystne man, Jeff Denlon, som också genomgår ett test. Efter att ha förklarat reglerna för Jeff, blir Jigsaw dödad när Jeff skär upp hans hals med en cirkelsåg. Innan han dör, tar Jigsaw fram en bandspelare där han avslöjar att han kidnappat Jeffs dotter, Corbett, och om han vill få tillbaka henne är han tvungen att genomgå ett till test.

### Saw IV
Jigsaw visas i början och slutet som ett lik i Saw IV, men under obduktionen hittas ett band i hans mage, där han berättar för detektiv Hoffman att hans test bara börjat. Under obduktionen avslöjas det att han var 52 när han dog.
Saw IV utforskade även Jigsaws bakgrund, mer än de tidigare filmerna gjort. Det avslöjas att Jigsaw var en lyckad civilingenjör som kommit in i fastighetsutveckling, och som var trogen sin fru, Jill Tuck, som drev ett rehabiliteringscenter för drogmissbrukare. Hon blev rånad av en patient på kliniken, Cecil Adams, och hans vårdslösa beteende ledde till att deras ofödde son dog. John blev efter det skygg och tillbakadragen, vilket ledde till deras skilsmässa. Efter att ha blivit diagnosticerad med cancer och försökt begå självmord, började han sitt verk som Jigsaw och började med att kidnappa Adams.

### Saw V
I Saw V, visas Jigsaw i ett antal flashbacks, bland annat när han och hans andra lärling, Mark Hoffman, attackerar och kidnappar Paul Leahy, iförda grismasker. De placerar honom sedan i en fälla full med taggtråd, sedd i Saw och man ser dem göra i ordning huset fyllt med gift från Saw II. Man får även se honom prata med Hoffman, där han säger till honom att göra i ordning ett test, och han går därifrån samtidigt som Amanda och Lynn går in i rummet, vilket äger rum i början av Saw III. Jigsaw gör även ett framträdande i ett videoband, där han överlämnar över en mysitisk låda till sin ex-fru, Jill. Hans lik syns ett flertal gånger i början av filmen, då agent Strahm får sitt kassettband.

### Saw VI
Jigsaw visas i flashbacks i Saw VI. I en flashback visas det att det var Amanda som skickade in Cecil till Jills klinik för att stjäla droger till henne. Detta resulterade i Jills missfall, vilket indirekt gjorde Amanda skyldig till Johns förvandling till Jigsaw. En annan flashback som utspelades innan första filmen avsöljar att Jigsaw satte William Easton i ett av sina test, på grund av att han nekat John behandling. Han visar sig även personligen i videon till Eastons test under Saw VI, i stället för dockan Billy. I en annan flashback, som utspelar sig mellan den första filmen och den andra, förklarar Jigsaw för Jill att hans "rehabilitering" fungerar och använder Amanda som ett bevis. En flashback mellan den tredje och den fjärde filmen utforskar grupprocessen mellan Jigsaw, Amanda och Hoffman. Jigsaw kritiserar Hoffman för att han inte ser offren som människor och även för Timothy Youngs fälla. Det visades också att Jigsaw hade ett starkare band med Amanda än med Hoffman. Kort därefter gav Jigsaw en nyckel till sin ex-fru som hon senare använde för att öppna lådan hon fick av honom i Saw V. Det visar sig att lådan innehöll sex kuvert, ett tjockare kuvert och en uppdaterad version av den "omvända björnfällan". Hon gav Hoffman kuverten 1-5, men gömde allt annat från honom. Hon gav sedan det tjockare kuvertet till en okänd person. Kuvert 6 var endast menat för Tuck, där hon fick instruktioner att testa honom, genom att göra en fälla för Hoffman och sätta på honom den omvända björnfällan. Detta uppfyllde hans löfte om att Hoffman skulle testas.

### Saw 3D
Bell porträtterade Jigsaw även i Saw 3D, även om rollen var minimal jämfört med de föregående filmerna. I en flashback träffar han Bobby Dagen på dennes boksignering och kallar honom för en lögnare. Därefter hånar han honom samtidigt som han får en kopia signerad, denna används senare under Bobbys "test" för att påminna om deras möte. Han visas också i slutet av filmen där det avslöjas att efter Dr. Gordon flytt från badrummet, släpade Jigsaw iväg honom och gav honom en fotprotes samt gratulerade honom för att han överlevt. De både blev sedan kompanjoner - Jigsaw såg Gordon som sin främsta tillgång. Gordon hjälpte Jigsaw i fällor som krävde kirurgisk kunskap. Innehållet i paketet som Jill lämnade vid ett sjukhus in Saw VI visade sig vara ett videoband till Gordon där Jigsaw sade att om någonting skulle hända Jill, skulle Gordon få "agera under [Jigsaws] vägnar". Det antyds att Kramer visste att Hoffman inte skulle hålla sig till planerna och att han ville att Hoffman skulle straffas. Efter att Jill dödats av Hoffman, uppfyller Gordon Jigsaws begäran genom att attackera Hoffman och slutligen låsa in honom i badrummet från första filmen.

### Jigsaw
Jigsaw är den senaste filmen i saw serien. Utkom 2017.

## I annan media

### Saw: Rebirth
John Kramer medverkar även i serietidningen Saw: Rebirth, som utspelar sig innan första filmen. Den fyllde i lite i hans historia, där han visas vara en leksaksdesigner som jobbade hos Standard Engineering Ltd. Han var för lat för att göra något med sitt liv, vilket ledde till hans skilsmässa med Jill. Saw: Rebirth avslöjade även Kramers upptäckt att han hade cancer, och beskrev även hans känslor efter hans självmordsförsök. Hans förhållande med Dr. Gordon, Zep Hindle, Paul Leahy, Amanda Young, och Mark Wilson, och även hans förvandling till Jigsaw. Rebirths händelser dementerades senare i Saw IV.

### Saw: The Videogame
Tobin Bell repriserade sin roll som Jigsaws röst i Saw: The Videogame. Han visas på TV-skärmar iklädd sin vanliga svarta rock där han gör i ordning fällor för personer. Han rådger och hotar David Tapp under spelets gång.

### Saw II: Flesh & Blood
Tobin Bell repriserade sin roll som Jigsaws röst i Saw II: Flesh & Blood.

## Symbolisk representationer

### Fällor
Under serien bygger Jigsaw dödliga fällor för sina offer, som ofta är en symbol för brister i personens liv. Jigsaw kallar dessa tester för "lekar", och berättar sedan reglerna via ett ljud eller videoklipp. Reglerna är uppgifter som personen måste klara inom en viss tidsgräns.

### Billy the puppet
Billy the Puppet är en ikon för Jigsaw. Han använde ofta dockan för att leverera meddelanden till sina offer. 